# Dysstroma integrata
Dysstroma integrata är en fjärilsart som beskrevs av Louis Beethoven Prout 1941. Dysstroma integrata ingår i släktet Dysstroma och familjen mätare. Inga underarter finns listade i Catalogue of Life.